# 豊橋グランドホテル
豊橋グランドホテル（とよはしグランドホテル）は、かつて愛知県豊橋市駅前大通に存在したシティホテルである。

## 概要
名古屋鉄道が50％を出資したほか、豊橋鉄道が10％で他の豊橋財界が40％を出資した同盟の法人により建設が進められた名豊ビルの1階と7階から9階までに入居する形で1968年（昭和43年）10月8日に開業した。
翌年の1969年（昭和44年）3月26日に国際観光ホテル整備法に基づき、登録された。
開業当初は豊橋市内で唯一のシティホテルで、名鉄グループのホテルであった。
中部ガス初代社長・神野太郎が開業時の社長となり、その三男の神野紀郎が初代支配人に就任し、後に神野紀郎も当社社長を務めた。
1974年（昭和49年）に新館が開業し、開業時の39室から客室数は111室へ増加した。
1999年（平成11年）に中部ガスグループ主導で経営の立て直しを図ることになり、その傘下に入った。
そして、中部ガスグループの持ち株会社として設立された「サーラコーポレーション」が2002年（平成14年）6月25日に51％の株式を保有する親会社となった。
旧西武百貨店跡地のホテル開業に向けたノウハウの取得を目的として、2005年（平成17年）1月31日にガステックサービスへ事業譲渡し、同年2月28日に解散することになり、当ホテルの運営は同社に移管された。
また2004年（平成16年）3月31日に中部ガスの全額出資子会社・中部ガス不動産が名古屋鉄道から名豊ビルの株式を取得し、出資比率を2.27%から100%に引き上げて完全子会社化しており、当社と共にサーラグループの傘下に入った。
2008年（平成20年）9月に「ココラフロント」（旧西武百貨店跡地）内の「ホテルアークリッシュ豊橋」（HOTEL ARC RICHE TOYOHASHI）開業後は宴会および婚礼部門は廃止し、宿泊部門に特化した形で運営を継続していた。宴会場として使用されていた7-9階は貸しホール・会議室として運用されていた。
2011年（平成23年）6月20日もって閉館。
入居していた名豊ビルも2017年（平成29年）4月30日をもって完全閉鎖され、建物は取り壊されることになった。

## 系列ホテル
- ホテルデイ・バイ・デイ（浜松駅前）
- ホテルアークリッシュ豊橋